# ایپ من ۴: پایان
ایپ من 4 من ۴: پایان (به انگلیسی: Ip Man 4: The Finale) یک فیلم سینمایی هنگ‌کنگی محصول سال ۲۰۱۹ در ژانر فیلم رزمی و زندگینامه‌ای به کارگردانی ویلسون ییپ و تهیه‌کنندگی ریموند وانگ پاک-مینگ است. در این فیلم ستارگان رزمی همچون دانی ین و اسکات ادکینز به ایفای نقش پرداخته‌اند. این فیلم بر‌اساس زندگینامهٔ استاد ییپ من ساخته شده‌ و چهارمین و آخرین قسمت از مجموعه فیلم‌های ایپ‌من است و دنباله فیلم‌های ایپ‌من، ایپ‌من ۲ و ایپ‌من ۳ به‌شمار می‌رود.

## خلاصه داستان فیلم
ایپ‌من استاد کونگ‌فو به کشور آمریکا سفر کرده‌ است تا برای پسر خود مدرسه‌ای پیدا کند. جایی که بروس لی و شاگردانش با باز کردن یک آموزشگاه هنرهای رزمی با نام وینگ‌چون، موجب ناراحتی جامعهٔ محلی هنرهای رزمی شده زیرا در آنجا به آمریکایی‌ها نیز آموزش می‌دهد، به‌همین دلیل اساتید چینی کونگ‌فو با او مخالف بودند و...